# 弗劳恩普里斯尼茨
弗劳恩普里斯尼茨是德国图林根州的一个市镇。总面积18.47平方公里，总人口953人，其中男性486人，女性467人（2011年12月31日），人口密度52人/平方公里。